# Gus Yatron
Constantine Yatron, detto Gus (Reading, 16 ottobre 1927 – Fairfax Station, 13 marzo 2003), è stato un politico statunitense, membro della Camera dei Rappresentanti per lo stato della Pennsylvania dal 1969 al 1993.

## Biografia
Nato in Pennsylvania in una famiglia di immigrati greci originari dell'isola di Lesbo, dopo il college Yatron divenne imprenditore aprendo con suo padre un'azienda produttrice di gelati.
Entrato in politica con il Partito Democratico, fu membro del consiglio scolastico di Reading e contemporaneamente fu eletto all'interno della Camera dei rappresentanti della Pennsylvania nel 1956. Tra il 1960 e il 1968 fu membro del Senato di stato della Pennsylvania, la camera alta della legislatura statale.
Nel 1968 si candidò alla Camera dei Rappresentanti nazionale e fu eletto deputato. Negli anni successivi fu riconfermato dagli elettori per altri undici mandati, fin quando nel 1992 decise di non ricandidarsi ulteriormente e lasciò il Congresso dopo ventiquattro anni di permanenza.
Durante la sua carriera da deputato, Yatron si impegnò su vari fronti: fu un sostenitore della tutela della salute dei minatori affetti da antracosi; promosse il cessate il fuoco nella regione interessata dall'invasione turca di Cipro; si occupò della promozione dei diritti umani in politica estera.
Morì in Virginia nel 2003, all'età di settantacinque anni.